# Donde los pájaros van a morir
Donde los pájaros van a morir es una película de comedia dramática mexicana de 2022 dirigida por Analeine Cal y Mayor y escrita por Cal y Mayor y Alfredo Mendoza. Está rotagonizada por Flavio Medina y Sofía Sisniega.

## Sinopsis
La miserable vida de un abogado de 40 años cambiará drásticamente cuando se escape de una fiesta de cumpleaños y llegue a un excéntrico paraíso donde finalmente podrá ser respetado; sin embargo, tarde o temprano se dará cuenta de que ni por fuera ni por dentro se ganó ningún respeto.

## Elenco
Los actores que participan en esta película son:
- Flavio Medina como Miguel
- Sofía Sisniega
- Alejandra Ambrosi
- Claudia Lobo
- Orlando Moguel como Roberto
- Harding Junior
- Enrique Arreola como Gerente Alebrije
- Yuriria del Valle
- Steve Kisicki como Donald
- Mika Kubo

## Lanzamiento
Tuvo un estreno limitado el 24 de noviembre de 2022 en los cines mexicanos de Ciudad de México, para luego estrenarse el 27 de enero de 2023 por Vix+.